# غونار يوهانسون (راكب الكنو)
غونار يوهانسون هو راكب الكنو سويدي، ولد في 23 مارس 1919 في سودرتاليا في السويد، وتوفي في 11 ديسمبر 1998.

## وصلات خارجية
- غونار يوهانسون على موقع أوليمبيديا (الإنجليزية)
- غونار يوهانسون على موقع اللجنة الأولمبية السويدية (السويدية)